# Lorenzo Ricci
Pour les articles homonymes, voir Ricci.
Lorenzo Ricci, né le 2 août 1703 à Florence (Italie) et décédé le 24 novembre 1775 à Rome, est un prêtre jésuite italien du XVIIIe siècle. Élu 18e supérieur général de la Compagnie de Jésus le 21 mai 1758, il est le dernier de l'ancienne Compagnie de Jésus (supprimée en 1773).

## Formation
Né à Florence, au sein d'une très ancienne et importante famille de Toscane, Lorenzo Ricci fréquente avec profit le collège jésuite de Prato. Il entre au noviciat de Saint-André du Quirinal (Rome) le 16 novembre 1718, à l'âge de quinze ans. Ricci étudie la philosophie de 1722 à 1725 et la théologie de 1729 à 1734 au Collège romain. Il devient professeur de Sciences sacrées et spécialisé en théologie de 1740 à 1742 tout en étant directeur spirituel au séminaire de Rome, puis au Collège romain. Cette mission de donner les Exercices Spirituels d'Ignace de Loyola lui convenait parfaitement. 

## Supérieur général
Lors de la 19e congrégation générale qui se réunit à la mort de Luigi Centurione, en mai 1758, Lorenzo Ricci fut élu supérieur général au deuxième tour de scrutin. 
Averti des difficultés et des défauts de la Compagnie, il dit lors de son élection : La haine que la Compagnie rencontre en certaines régions vient en partie de l'arrogance des écrits de certains des nôtres. 
Mais, la crise avec les Cours royales catholiques des Bourbons arrivait à son paroxysme: expulsion du Portugal l'année de son élection en 1758, de France en 1764, d'Espagne et de Naples en 1767, du duché de Parme en 1768. Le malheureux Ricci subit tout cela. Tant que Clément XIII était pape, la Compagnie était en quelque sorte protégée. Le pape publia un nouveau soutien public et solennel par sa bulle Apostolicum Pascendi, en 1769. 
Par ailleurs le pape conseille à Ricci de manifester courage, prière et patience. L'homme de spiritualité qu'est le Supérieur général adresse plusieurs lettres circulaires aux jésuites Sur la Persévérance fervente dans la prière (1763), sur la plus grande ferveur dans la prière en 1769, et juste avant la suppression Un nouvel encouragement à prier (février 1773). Manquant d'expérience gouvernementale il est dépassé par les évènements.

## Suppression de la Compagnie
Mais les pressions s'accroissent encore et, au conclave de 1769, réuni pour élire le successeur de Clément XIII, la Suppression des Jésuites est la question principale. Clément XIV est élu, sans qu'il soit clair qu'il eut à la promettre. Après son élection, Clément XIV adopte des mesures agressives et humiliantes contre la Compagnie pour donner le change aux ennemis des jésuites mais la pression politique ne fait que croître et le Pape décide finalement la suppression non par une Bulle pontificale mais par un simple bref apostolique Dominus ac Redemptor, le 21 juillet 1773, sans rendre publiques ses raisons. Les communautés jésuites sont dissoutes et chassées, les bibliothèques confisquées, leurs propriétés pillées. L'attitude de Clément semble d'autant plus lâche qu'ancien élève des jésuites, il a été fait cardinal (1759) sur recommandation expresse de Lorenzo Ricci...

## Dernières années en prison
Lorenzo Ricci est emprisonné au Château Saint-Ange, à Rome, où il souffre humiliations et mauvais traitements (il lui est interdit de célébrer la messe). Les charges soulevées publiquement contre les Jésuites ne sont jamais portées devant les tribunaux. 
Le successeur de Clément XIV, Pie VI, élu pape en février 1775, est conscient de l'injustice faite au vieillard  et tente de le faire libérer. Mais il est trop tard. Lorenzo Ricci meurt dans sa cellule du Château Saint-Ange le 24 novembre 1775. Pie VI insista alors pour qu’il lui soit donné des funérailles publiques et solennelles. Ainsi Ricci est enterré dans la crypte de l'église du Gesù de Rome, auprès de ses prédécesseurs.
Avant de mourir, Ricci déclare solennellement devant témoins : J'ai dit et protesté que la Compagnie n'avait jamais par ses actions donné de motif à sa suppression ; pas plus qu'il n'existe de raisons à mon enfermement. Giulio Cordara, un ami proche de Ricci prononce probablement le meilleur jugement : Je l'aurais jugé plus compétent pour guider la Compagnie pendant une période calme et tranquille. Mais, en raison de sa nature affable, il est moins équipé pour être à la barre dans une mer démontée.